# 今井達也
今井 達也（いまい たつや、1998年5月9日 - ）は、栃木県鹿沼市出身のプロ野球選手（投手）。右投右打。埼玉西武ライオンズ所属。

## 経歴

### プロ入り前
小学1年から野球を始め、鹿沼市立西中学校時代はクラブチームの鹿沼レッドソックスに所属し、全国野球大会に出場した。
中学卒業後は作新学院高等学校に進学。
2年夏は栃木大会で背番号「11」でベンチ入りし、準決勝の白鷗大学足利戦に先発するも、四球と大下誠一郎の右前安打でピンチを招き、二死一・三塁からライトスタンドへの同点3点本塁打を打たれ、1回3安打2四死球3失点で降板した。國學院栃木との決勝戦では6回からリリーフ登板したものの制球が定まらず、相手打者に対して頭部死球を与えるなど、1回1/3を1安打4四死球で降板した。チームは夏の甲子園大会出場を果たしたものの今井はメンバー外となった。
2年秋の栃木県大会では背番号「1」としてメンバー入りし、準決勝の文星芸大付戦に先発するも暴投により決勝点を許し、1-2で敗れた。2年冬の期間は監督の小針崇宏の「ピッチャーはマウンドでひとり」という育成方針によって、マウンドでの孤独感や自身に向き合う時間の確保のため、1人で練習に励んだ。
3年春の栃木県大会では2番手格の入江大生に実戦経験を積ませるというチームの方針があり、今井の登板機会は無かった。入江が背番号「1」を背負ったものの、準々決勝で県立栃木工業に敗れ、チームはベスト8に終わった。これをきっかけに入江は一塁手へコンバートした。
エースとして迎えた3年夏の甲子園大会では初戦の尽誠学園戦で自己最速となる151km/hを記録すると、その後の花咲徳栄戦では自己最速を更新する152km/hを計測し、プロから注目された。決勝の北海戦では9回1失点の好投で優勝投手となった。同大会では全5試合に登板し、41イニングで44奪三振、自責点5（防御率1.10）と快投を見せた。
甲子園の後はU-18アジア野球選手権大会に出場し、決勝の台湾戦では5回1失点と好投し、2大会ぶり5度目の優勝に貢献した。
2016年9月16日にプロ志望届を提出し、2016年度ドラフト会議にて埼玉西武ライオンズから単独1位指名を受け、契約金1億円プラス出来高払い5000万円・年俸1300万円（金額は推定）で契約した。背番号は、同年オフにFAで楽天に移籍した岸孝之の11。担当スカウトは大島裕行。

### 西武時代
2017年は高卒新人ながら春季キャンプA班に抜擢されたが、右肩関節唇の炎症により離脱。その後順調に回復し、4月15日のイースタン・リーグ公式戦で実戦デビューを飾り、7月13日のフレッシュオールスターゲームではイースタン選抜の先発を務め、1イニングを無失点に抑えた。しかし、5月には右肩の違和感、8月には右肩の炎症と故障に悩まされ、ルーキーイヤーは二軍で7試合の登板にとどまり、オフは現状維持の推定年俸1300万円で契約を更改した。
2018年、未成年でありながら1月末に所沢市内で喫煙していたと外部から球団に情報が寄せられ、2月6日に厳重注意処分として、5月までユニフォーム着用禁止および対外試合出場停止が課せられた。5月1日付で未成年喫煙による処分が解除され、6月13日の東京ヤクルトスワローズ戦でプロ初登板初先発を果たすと、6回1失点の好投でプロ初勝利を挙げた。デビュー戦で先発勝利を挙げたのは、球団では松坂大輔以来であった。続く同23日の千葉ロッテマリーンズ戦では4回4失点でプロ初黒星を喫したものの、5回降雨コールドによりプロ初完投が記録された。その後も一軍での先発登板を重ねたが、7月10日に出場選手登録を抹消された。同21日の再登録以降も2度の登録抹消を経験しながらも、本拠地胴上げが懸かった9月29日の福岡ソフトバンクホークス戦では6回2失点と好投するなど、シーズン終了まで先発陣の一角を担った。ポストシーズンでは、ソフトバンクとのCSファイナルステージ第4戦に先発したものの、5回途中4失点で敗戦投手となった。この年は一軍で15試合（14先発）に登板し、5勝5敗・防御率4.81を記録。オフに500万円増となる推定年俸1800万円で契約を更改した。
2019年は自身初の開幕ローテーション入りを果たすと、5月5日の東北楽天ゴールデンイーグルス戦でプロ初完封勝利を挙げた。これは令和の完封勝利第1号だった。この年は発熱で先発を回避した試合や腰痛で登録抹消された時期があり、規定投球回には到達できなかったものの、シーズン中盤からは3連戦の初戦を任されるなど首脳陣からの期待も大きく、23試合（22先発）の登板で7勝9敗・防御率4.32という成績を残した。ポストシーズンでは、ソフトバンクとのCSファイナルステージ第2戦に先発したものの、3回途中6失点で敗戦投手となった。オフに1700万円増となる推定年俸3500万円で契約を更改した。
2020年は新型コロナウイルス感染の影響で120試合制の短縮シーズン・開幕延期となった。この年はダルビッシュ有をイメージした新たな投球フォームに挑戦し、開幕前の交流試合などでは好投したが、開幕後は6先発で2勝を挙げるも防御率6.25と不安定な投球が続き、中継ぎへ配置転換。リリーフでもなかなか投球内容が向上せず、8月26日の北海道日本ハムファイターズ戦では右打者に対して3死球を与えると、翌27日に出場選手登録を抹消された。10月に先発として再登録されるも結果を残せず、19試合（11先発）の登板で3勝4敗・防御率6.13という成績にとどまった。オフには知人のSNSを通じてダルビッシュと連絡を取り、投球フォームについて相談した。契約更改では700万円減の推定年俸2800万円で契約を更改した。
2021年は3年連続で開幕ローテーション入りを果たすと、四死球の多さを逆手にとって相手打者に的を絞らせず、交流戦前の時点では与四球率6.05ながら被打率.194・防御率2.62と安定した投球内容。交流戦、そしてリーグ戦再開後も防御率2点台を維持し、監督推薦でオールスターに初出場。第1戦の2番手として登板し、2回を無失点に抑えた。後半戦は調子を落としていたが、9月11日のオリックス・バファローズ戦では7回途中までノーヒットピッチング、142球の熱投で9回3安打無失点、自己最多の13奪三振で自身初となる2桁奪三振、2019年5月5日以来となる自身2度目の完封勝利を記録した。その後は完投勝利を記録するなど復調し、この年は年間を通して先発ローテーションを守り、両リーグ最多の99四球を記録しながらも自身初めて規定投球回に到達。援護に恵まれなかったり降板後に勝利投手の権利が消滅したりと打線やリリーフ陣と噛み合わない試合が多く、25試合に先発して8勝8敗と勝ち星こそ伸び悩んだものの、3完投（リーグ2位タイ）・防御率3.30（チーム1位）と確かな成長を示した1年となった。オフに2300万円増となる推定年俸5100万円で契約を更改した。
2022年も開幕ローテーション入りが内定していたものの、右内転筋の張りでオープン戦最終登板を回避。開幕には間に合わず、4月8日の二軍戦で実戦復帰を果たすも、続く同19日の二軍戦で左足首を捻挫し、再び長期離脱となった。離脱期間で上半身のトレーニングを中心に体重を5kg増やし、6月24日の二軍戦で実戦再復帰。7月7日のオリックス戦でシーズン初登板初先発となり、5回まで無失点に抑えるも、6回裏に味方の拙守もあって3点を失い、6回3失点で敗戦投手となった。続く同14日のロッテ戦では6回6安打1四球6奪三振1失点と好投し、シーズン初勝利を挙げると、後半戦の開幕戦となった7月29日のソフトバンク戦の先発を任され、千賀滉大との投げ合いを制し、6回2失点で勝利投手。その後は金曜日のローテーションを回り、8月12日の楽天戦では6回に打球が右ふくらはぎに直撃しながらも続投。7回には右手薬指に親指の爪が引っかかって出血し、続投を志願しながらも交代となったが、6回2/3を2安打3四死球9奪三振無失点の好投で勝利投手。同26日のオリックス戦では山本由伸と投げ合い、8回117球という状況から志願の続投。9回144球4安打6四球10奪三振2失点と力投すると、延長10回表にチームが勝ち越したことで勝利投手となった。前述のようにタフな登板が続いたこともあり、1度先発登板を飛ばす目的で翌8月27日に出場選手登録を抹消され、最短10日での復帰を目指していたが、その後扁桃腺炎による発熱が続き、実戦登板から離れることとなった。二軍での調整登板を2試合経て、9月28日、CS進出を争う楽天との直接対決で一軍復帰。岸孝之との息詰まる投げ合いを8回4安打4四死球8奪三振無失点の好投で制し、勝利投手となった。この年は3度の離脱があったが、豊田清投手コーチは「結果的にケガで出遅れてしまいましたが、その間もやるべきことにしっかりと取り組んでくれましたしね。本当に“野球人”として一つ階段を上った感じです。」と語り、辻発彦監督も「そういう（3度の離脱があった）中でもすごく人間的にも成長しているのを感じていた。」と首脳陣から精神面での成長を高く評価されており、レギュラーシーズンでは9試合の先発（5勝1敗・防御率2.41）にとどまりながらも、辻監督はCS開催1週間前に今井のファーストステージ第2戦での先発を公言。同じく先発を公言された髙橋光成が柳田悠岐の3点本塁打を含む5失点と崩れ、チームは初戦を落とし、負ければ敗退というマウンドとなったが、スライダーを狙われ、3回裏に柳田の2試合連続となる満塁本塁打を打たれ、4回5失点で敗戦投手となった。オフの11月23日に開催されたファン感謝イベントでは、昨オフに自主トレ同行を願い出てからの1年間で様々な助言をもらってきた武隈祥太の引退スピーチも行われ、花束贈呈役を務めた今井は号泣。この日の帰り道に、武隈が使用していた背番号48への変更を球団に申し入れ、12月1日の契約更改では600万円減となる推定年俸4500万円でサインしたと共に、背番号変更も発表。周囲の反対を押し切り、自らの希望で数の大きい番号を付けるという異例の背番号変更であった。
2023年は楽天との開幕2カード目の初戦でシーズン初登板初先発。7回無失点の好投でシーズン初勝利を挙げると、続く4月13日のロッテ戦では8回一死までノーヒットピッチングを続け、2-0で迎えた9回表も続投。一死一・二塁のピンチを招いたが、後続を抑え、9回138球2安打5四死球11奪三振無失点の熱投で自身3度目（2021年9月11日以来）の完封勝利を挙げた。その後は登板間隔を空けるための登録抹消が一度ありながら、先発ローテーションを回っていたが、5月24日のロッテ戦で3被弾含む8失点を喫し、2回0/3で降板すると、同26日に出場選手登録を抹消された。1か月以上二軍調整が続いたものの、後に本人は「（二軍調整中に）それほど変えたことはない。長い時間をかけて作っているものを、より完成度の高いものにすることだけを考えて、トレーニングや技術的な練習をしています」と故障などは無く、この年の1月に参加した鴻江寿治の合同自主トレでの取り組みを継続していたことを明かした。7月4日のロッテ戦で一軍復帰し、8回無失点ながら打線の援護が無く、勝敗は付かなかったものの、続く同12日のソフトバンク戦では7回2失点の好投で勝利投手。7月は4先発全てでHQSを記録し、3勝0敗・防御率0.62と好成績を収め、満場一致で自身初の月間MVPを受賞した。9月21日の楽天戦では8回2失点の好投でシーズン10勝目を挙げ、自身初の2桁勝利を達成した。この年は規定投球回には到達できなかったものの、19試合の先発登板で16度のQSと安定した投球で10勝5敗・防御率2.30を記録。シーズン終了後は第2回アジアチャンピオンシップ（詳細後述）に出場し、オフに3500万円増となる推定年俸8000万円で契約を更改した。
2024年、3年連続で開幕投手を務めていた髙橋光成が右肩の張りで調整が遅れていたこともあり、3月16日のOB戦の試合後にビデオメッセージで今井の開幕投手が公表された。本人には春季キャンプ中に通達されており、松井稼頭央監督は「今年は今井しかいない、そういう思いを持って今年キャンプに行ってきました」とコメント。仮に髙橋が好調であっても「今井でいこうと思っていました」と明言した。楽天との開幕戦でシーズン初登板初先発となり、7回11奪三振無失点の力投でシーズン初勝利を挙げた。開幕から7試合の先発登板で6度のHQS、降板後にリリーフ陣が同点を許す試合がありながらも、3勝0敗・防御率1.47を記録していたが、5月21日のロッテ戦では初回の投球練習時に右手薬指から出血。その影響でボールが滑り、初回に5点を失い、5回5失点でシーズン初黒星を喫した。同26日に松井監督の休養が発表されたほど、チームは深刻な貧打で低迷しており、今井もその後の8先発で援護点があったのは3試合。打線の援護に恵まれずに勝ち星は伸び悩み、6月4日のヤクルト戦では完投勝利目前で交代を告げられ、その後同点に追いつかれたが、打たれたアブレイユがベンチに戻る際にはすぐに駆け寄った。また、同11日の広島東洋カープ戦で1-2の9回裏二死二塁からファーストゴロに倒れ、ヘッドスライディングをして突っ伏していた源田壮亮に歩み寄り、源田の肩を抱いて涙を流したなど、チームを想う言葉や行動で精神的にもチームの柱へ成長し、監督推薦で3年ぶり2度目となるオールスターに選出。球宴第2戦の8回裏から7番手として登板し、2回2失点ながらも試合を締め、最後の打者を空振り三振に仕留めた際には、球宴未選出の同僚・ヤンのパフォーマンス「ラ・センテンシア99」を披露した。球宴前の7月21日に出場選手登録を抹消されており、8月1日の楽天戦（球宴から中7日）で後半戦初先発。同17日の楽天戦でシーズン5勝目を挙げて以降は自身6連勝を記録し、10月1日の日本ハム戦ではシーズン初の完封勝利を挙げた。この年は自身3年ぶりの規定投球回に到達し、25試合の先発登板で10勝8敗・防御率2.34、リーグ最多の187奪三振を記録し、自身初タイトルとなる最多奪三振を獲得。オフの11月23日に開催されたファン感謝イベントにて、西口文也新監督から「開幕投手は今井でいきます」「秋季キャンプに行ったときから、翌年の開幕は今井だと決めていたので、早々と伝えさせていただいた」と翌年の開幕投手に指名されていたことが公表された。12月4日の契約更改交渉では、1億円増となる推定年俸1億8000万円でサインした。
2025年は前年の予告通り、日本ハムとの開幕戦でシーズン初登板初先発となったが、2失点完投負けを喫した。その後も打線やリリーフ陣と噛み合わない試合がありながらも開幕から10試合連続HQS、得点圏では開幕から31打数連続ノーヒットに抑えるなど、圧倒的な投球を続け、自身5連勝を記録。特に5月は5試合の先発登板で3勝0敗・防御率0.97、リーグトップの37回・43奪三振を記録し、自身2度目となる月間MVPを受賞した。6月17日の交流戦横浜DeNAベイスターズ戦では、自己最多ならびに2004年に松坂大輔が記録した16奪三振を更新する球団新記録となる1試合17奪三振を記録した。

## 代表経歴

### 第2回アジアチャンピオンシップ
2023年10月24日、第2回アジアチャンピオンシップの日本代表にオーバーエイジ枠として選出されたことが発表された。韓国との決勝に先発したが、味方の失策も絡み、4回2失点（自責点1）で降板した。

### ラグザス侍ジャパンシリーズ2025
2025年2月14日、ラグザス 侍ジャパンシリーズ2025の日本代表に選出されたことが発表された。

## 選手としての特徴
スリークォーターより低いリリースポイントで余計な力を極力入れない特徴的なフォームから繰り出すストレートとスライダーのコンビネーションが武器であり、本人も「僕は真っすぐとスライダーが基本の投手」と自らを評する。持ち球はその他に、チェンジアップ、フォーク、カーブ、カットボールなどがある。
ストレートは、シュート回転しながら右打者の内角に伸び上がっていく軌道であり、最速160km/hを計測。日本では「シュート回転している」と批判される場合もあるが、本人は「リリースがもともとそんなに高いピッチャーではないので」「真っすぐは上から角度をつけるボールではなく、低めから浮き上がってくるボールを常にイメージしています」「シュート回転するボールが悪いとは1回も思ったことがないですね。とにかく強いボール、誰が見ても速いと思う真っすぐを投げることが大事だと思います」と話す。
スライダーは、途中までストレートと全く同じ軌道から反対方向へ変化する。また、一般的な縦回転や横回転でもない“らせん状”のジャイロ回転であるため、打者の見極めが難しく、手元でやや不規則に落ちる。2023年シーズンは、300球以上スライダーを投じたピッチャーの中で、12球団トップとなる空振り率19.5%を記録。一般的には、右投手のスライダーは左打者から空振りを奪いにくいとされているが、今井のスライダーは左打者からも空振りを奪え、同年オフの自主トレでは、同僚の平良海馬から「左打者から空振りを取っているので、マネをしたい」と教えを乞われた。さらに、翌2024年シーズンでは、種市篤暉（ロッテ）や石川柊太（ソフトバンク）など、他球団の投手からも教えを乞われた。
高校時代は制球難に苦しみ、2年夏の甲子園でベンチを外れて以降はランニング・体幹・ウエイトトレーニングのメニューを自分で考えながら取り組み、練習試合では監督から「140キロ超を出すのは禁止」「8割の力で投げること」という2つの制約を課され、3年春以降は連日ブルペンでのフォーム固めに着手し、これらが最後の夏における球速・制球力アップに直結した。しかし、本人も「試合が続くにつれてフォームが横振りになってシュート回転する球が多かった」と語ったように、甲子園終盤からは疲労でパフォーマンスを落とし、U-18代表でもストレートのコントロールに苦しんだ。
プロ入り後は制球難を克服すべく、岸孝之やダルビッシュ有の投球フォームを参考にしたり、力感を無くしてみたりと試行錯誤を続け、投球フォームを固めることができずにいた。
ただ、2022年シーズン終了後のオフに鴻江寿治の合同自主トレに参加すると、自分の感覚にマッチする投球フォームに辿り着き、「自分の体の癖を生かしていくという理論なのですが、お陰で今年は100球投げても200球投げても、疲労を感じなくなりました」と試合終盤でも球速が落ちず、また登板翌日の体の張りも軽減された。2024年シーズンは、フォームの再現性が高まり、ストレートとスライダーが投球の9割近くを占めるという配球面の変化もあり、自身初めてシーズン与四球率3台を記録した。

## 人物
甲子園出場前の4月に祖父が死去している。甲子園では祖父の遺骨が入ったネックレスを付けていた。
中学の同級生にプロバスケットボールBリーグ・茨城ロボッツの山口颯斗がいる。
2022年シーズンから髪を伸ばし始め、2023年の春季キャンプでは髙橋光成と共に「チームロン毛」を結成し、約3か月の制作期間を経て、この年の9月にチームロンゲグッズが販売された。
2023年4月12日に一般女性と結婚。プロポーズはレインボーブリッジや東京スカイツリー上空を巡るヘリコプターデートで行った。

## 詳細情報

### 年度別投手成績
| 年 度     | 球 団     | 登 板 | 先 発 | 完 投 | 完 封 | 無 四 球 | 勝 利 | 敗 戦 | セ 丨 ブ | ホ 丨 ル ド | 勝 率 | 打 者 | 投 球 回 | 被 安 打 | 被 本 塁 打 | 与 四 球 | 敬 遠 | 与 死 球 | 奪 三 振 | 暴 投 | ボ 丨 ク | 失 点 | 自 責 点 | 防 御 率 | W H I P |
| --------- | --------- | ----- | ----- | ----- | ----- | -------- | ----- | ----- | -------- | ----------- | ----- | ----- | -------- | -------- | ----------- | -------- | ----- | -------- | -------- | ----- | -------- | ----- | -------- | -------- | ------- |
| 2018      | 西武      | 15    | 14    | 1     | 0     | 0        | 5     | 5     | 0        | 0           | .500  | 345   | 78.2     | 74       | 11          | 35       | 0     | 6        | 65       | 4     | 1        | 45    | 42       | 4.81     | 1.39    |
| 2019      | 西武      | 23    | 22    | 1     | 1     | 0        | 7     | 9     | 0        | 0           | .438  | 596   | 135.1    | 127      | 16          | 72       | 1     | 5        | 105      | 7     | 1        | 74    | 65       | 4.32     | 1.47    |
| 2020      | 西武      | 19    | 11    | 0     | 0     | 0        | 3     | 4     | 0        | 0           | .429  | 310   | 61.2     | 72       | 5           | 52       | 0     | 5        | 44       | 2     | 0        | 49    | 42       | 6.13     | 2.01    |
| 2021      | 西武      | 25    | 25    | 3     | 1     | 0        | 8     | 8     | 0        | 0           | .500  | 682   | 158.1    | 123      | 15          | 99       | 0     | 11       | 137      | 11    | 0        | 66    | 58       | 3.30     | 1.40    |
| 2022      | 西武      | 9     | 9     | 0     | 0     | 0        | 5     | 1     | 0        | 0           | .833  | 246   | 59.2     | 37       | 3           | 34       | 0     | 5        | 61       | 1     | 0        | 16    | 16       | 2.41     | 1.19    |
| 2023      | 西武      | 19    | 19    | 2     | 1     | 0        | 10    | 5     | 0        | 0           | .667  | 533   | 133.0    | 87       | 11          | 61       | 0     | 8        | 130      | 4     | 0        | 38    | 34       | 2.30     | 1.11    |
| 2024      | 西武      | 25    | 25    | 2     | 1     | 0        | 10    | 8     | 0        | 0           | .556  | 712   | 173.1    | 132      | 8           | 70       | 2     | 5        | 187      | 8     | 0        | 52    | 45       | 2.34     | 1.17    |
| 通算：7年 | 通算：7年 | 135   | 125   | 9     | 4     | 0        | 48    | 40    | 0        | 0           | .545  | 3424  | 800.0    | 652      | 69          | 423      | 3     | 45       | 729      | 37    | 2        | 340   | 302      | 3.40     | 1.34    |

- 2024年度シーズン終了時
- 各年度の太字はリーグ最高

### 年度別投手（先発）成績所属リーグ内順位
| 年 度 | 年 齢 | リ ｜ グ   | 完 投 | 完 封 | 勝 利 | 勝 率 | 投 球 回 | 奪 三 振 | 防 御 率 |
| ----- | ----- | ---------- | ----- | ----- | ----- | ----- | -------- | -------- | -------- |
| 2018  | 20    | パ・リーグ | -     | -     | -     | -     | -        | -        | -        |
| 2019  | 21    | パ・リーグ | 5位   | 2位   | -     | -     | 7位      | -        | -        |
| 2020  | 22    | パ・リーグ | -     | -     | -     | -     | -        | -        | -        |
| 2021  | 23    | パ・リーグ | 2位   | 3位   | -     | 9位   | 4位      | 5位      | 7位      |
| 2022  | 24    | パ・リーグ | -     | -     | -     | -     | -        | -        | -        |
| 2023  | 25    | パ・リーグ | 5位   | 4位   | 4位   | -     | -        | 6位      | -        |
| 2024  | 26    | パ・リーグ | 7位   | 5位   | 7位   | 7位   | 4位      | 1位      | 3位      |

- - は10位未満（防御率、勝率の規定投球回未達も-と表記）
- 太字年度は規定投球回到達年度

### 年度別守備成績
| 年 度 | 球 団 | 投手  | 投手  | 投手  | 投手  | 投手  | 投手     |
| 年 度 | 球 団 | 試 合 | 刺 殺 | 補 殺 | 失 策 | 併 殺 | 守 備 率 |
| ----- | ----- | ----- | ----- | ----- | ----- | ----- | -------- |
| 2018  | 西武  | 15    | 4     | 6     | 0     | 0     | 1.000    |
| 2019  | 西武  | 23    | 4     | 18    | 3     | 0     | .880     |
| 2020  | 西武  | 19    | 2     | 10    | 1     | 1     | .923     |
| 2021  | 西武  | 25    | 13    | 27    | 2     | 1     | .952     |
| 2022  | 西武  | 9     | 1     | 10    | 0     | 2     | 1.000    |
| 2023  | 西武  | 19    | 3     | 16    | 1     | 1     | .950     |
| 2024  | 西武  | 25    | 9     | 26    | 2     | 0     | .946     |
| 通算  | 通算  | 135   | 36    | 113   | 9     | 5     | .943     |

- 2024年度シーズン終了時
- 各年度の太字はリーグ最高

### タイトル
- 最多奪三振：1回（2024年）

### 表彰
- 月間MVP：2回（投手部門：2023年7月[206]、2025年5月[168][注 6]

### 記録
初記録
投手記録
- 初登板・初先発登板・初勝利・初先発勝利：2018年6月13日、対東京ヤクルトスワローズ2回戦（メットライフドーム）6回1失点（自責点0）
- 初奪三振：同上、1回表に荒木貴裕から見逃し三振
- 初完投：2018年6月23日、対千葉ロッテマリーンズ11回戦（ZOZOマリンスタジアム）4回4失点で敗戦投手 ※5回表終了降雨コールド
- 初完投勝利・初完封勝利：2019年5月5日、対東北楽天ゴールデンイーグルス7回戦（メットライフドーム）9回3安打4四球 ※9回試合での初完投、12球団通じて令和初完封勝利（令和初完投勝利は菅野智之）

打撃記録
- 初打席：2019年6月18日、対中日ドラゴンズ1回戦（ナゴヤドーム）、2回表に阿知羅拓馬から二ゴロ

その他の記録
- 開幕投手：1回（2024年）
- オールスターゲーム出場：2回（2021年、2024年）
- 1試合17奪三振（2025年6月17日、対横浜DeNAベイスターズ1回戦〈横浜スタジアム〉） ※NPB歴代5位タイ、球団記録[170]

### 背番号
- 11（2017年[24] - 2022年）
- 48（2023年[108] - ）

### 代表歴
- 第11回 BFA U-18アジア選手権大会
- 2023 アジア プロ野球チャンピオンシップ 日本代表